# آفتاب احمد شرپائو
آفتاب احمد شرپائو (پشتو: أحمد أفتاب خان شرباو؛ زاده ۲۰ اوت ۱۹۴۴) یک سیاست‌مدار اهل پاکستان است.